# Elecciones parlamentarias de Perú de 2001
Las elecciones parlamentarias de Perú de 2001 se llevaron a cabo el 8 de abril del 2001, junto a la elección presidencial. Fueron las cuartas elecciones parlamentarias desde la Constitución de 1993, que estableció la creación de la actual Congreso de la República del Perú. Los congresistas elegidos juramentaron y asumieron funciones el 26 de julio del 2001.
El partido político Perú Posible del presidente electo de ese entonces, Alejandro Toledo, fue el partido con más curules obtenidas pero no llegó a las 61 curules necesarias para tener la mayoría absoluta.

## Contexto
Tiempo después de iniciar su tercer período en 2000 y a través de la compra de un Vladivideo por parte de grupos opositores, salieron a la luz el 14 de septiembre de ese año evidencias de los actos de corrupción efectuados durante su gobierno por Montesinos, su más cercano colaborador. Fue mediante videos de cámara oculta que Montesinos instalaba y en los que aparecía sobornando a miembros de otros partidos para que apoyaran a Fujimori. En ese momento estalló la última crisis de su gobierno; Fujimori anunció la desactivación del Servicio de Inteligencia Nacional y la convocatoria a nuevas elecciones generales, tanto para la elección de un presidente como de un nuevo Congreso de la República.
Tras los diversos escándalos revelados entre septiembre y noviembre del 2000, Alberto Fujimori viajó a la cumbre de APEC en Brunéi el día 13 de noviembre del 2000; luego de ello se dirigió a Kuala Lumpur y posteriormente a Tokio, desde donde estaba previsto emprender viaje a Panamá para la X Cumbre Iberoamericana. El día 19 de noviembre, tras cancelar su viaje de Tokio a Panamá, el presidente Fujimori renunció a su cargo desde Japón remitiendo una carta vía fax.
El Congreso no dio trámite a la renuncia presentada por Fujimori y reunido en una sesión especial declaró la incapacidad moral permanente de Alberto Fujimori y la vacancia de la presidencia de la república. Luego se procedió a la sucesión legal, de tal manera que Valentín Paniagua asumió como presidente constitucional de la República. De acuerdo con la Constitución, le correspondía convocar a elecciones generales. Mediante el Decreto Supremo Nº 031-2000-PCM, se ratificó la convocatoria a elecciones para el 8 de abril de 2001.

## Sistema electoral
Se eligió a 120 miembros correspondientes a los 25 distritos electorales (23 departamentos, Lima y la Provincia Constitucional del Callao), empleando el método de la cifra repartidora con el método d'Hondt. Además, se dio un doble voto preferencial opcional, a excepción de Madre de Dios, donde se dio un solo voto preferencial opcional.
La distribución y número de congresistas para las elecciones de 2001 quedaron fijados de la siguiente manera:
| Escaños | Distritos electorales                                                      |  |
| 35      | Lima                                                                       |  |
| 7       | La Libertad                                                                |  |
| 6       | Piura                                                                      |  |
| 5       | Áncash, Arequipa, Cajamarca, Cusco, Junín, Lambayeque y Puno               |  |
| 4       | Callao e Ica                                                               |  |
| 3       | Ayacucho, Huánuco, Loreto y San Martín                                     |  |
| 2       | Amazonas, Apurímac, Huancavelica, Moquegua, Pasco, Tacna, Tumbes y Ucayali |  |
| 1       | Madre de Dios                                                              |  |

## Partidos y líderes
A continuación se muestra una lista de los partidos y alianzas electorales que participaron en las elecciones.
| Candidatura | Candidatura | Partidos y alianzas | Líderes | Líderes                   | Ideología                                                         | Resultado previo | Resultado previo | Resultado previo | Resultado previo |
| Candidatura | Candidatura | Partidos y alianzas | Líderes | Líderes                   | Ideología                                                         | Votos (%)        | Esc.             |                  |                  |
| ----------- | ----------- | --- | ------- | ------------------------- | ----------------------------------------------------------------- | ---------------- | ---------------- | ---------------- | ---------------- |
|             | C90–NM      | Lista - Cambio 90 - Nueva Mayoría (C90–NM) – Cambio 90 (C90) – Nueva Mayoría (NM)                                                           |         | Alberto Fujimori Fujimori | Fujimorismo Neoliberalismo Populismo de derecha                   | 42.16%           | 33               |                  |                  |
|             | PP          | Lista - Perú Posible (PP) |         | Alejandro Toledo Manrique | Socioliberalismo Democracia liberal Tercera vía                   | 23.24%           | 29               |                  |                  |
|             | FIM         | Lista - Frente Independiente Moralizador (FIM)                                                                                              |         | Fernando Olivera Vega     | Reformismo                                                        | 7.56%            | 6                |                  |                  |
|             | SP-CD       | Lista - Somos Perú - Causa Democrática (SP-CD)                                                                                              |         | Alberto Andrade Carmona   | Democracia cristiana Conservadurismo social Liberalismo económico | 7.20%            | 9                |                  |                  |
|             | UN          | Lista - Unidad Nacional (UN) – Partido Popular Cristiano (PPC) – Solidaridad Nacional (SN) – Renovación Nacional (RN) – Cambio Radical (CR) |         | Lourdes Flores Nano       | Democracia cristiana Conservadurismo Neoliberalismo               | 7.12%            | 7                |                  |                  |
|             | APRA        | Lista - Partido Aprista Peruano (APRA) |         | Alan García Pérez         | Aprismo                                                           | 5.51%            | 6                |                  |                  |
|             | UPP-SI      | Lista - Unión por el Perú - Social Democracia (UPP-SI)                                                                                      |         | Daniel Estrada Pérez      | Socioliberalismo Progresismo Socialdemocracia                     | 2.56%            | 3                |                  |                  |
|             | AP          | Lista - Acción Popular (AP) |         | Valentín Paniagua Corazao | Humanismo Nacionalismo cívico Reformismo                          | 2.47%            | 3                |                  |                  |
|             | Frepap      | Lista - Frente Popular Agrícola del Perú (Frepap)                                                                                           |         | Jonás Ataucusi Molina     | Israelismo Fundamentalismo cristiano Populismo                    | 2.18%            | 2                |                  |                  |
|             | SOP         | Lista - Solución Popular (SOP) – Vamos Vecino (VV) – Juntos Sí Podemos (JSP)                                                                |         | Carlos Boloña Behr        | Fujimorismo Populismo de derecha                                  | Nuevo            | Nuevo            | Nuevo            |                  |
|             | RA          | Lista - Renacimiento Andino (RA) |         | Ciro Gálvez Herrera       | Indigenismo Plurinacionalismo Socialdemocracia                    | Nuevo            | Nuevo            | Nuevo            |                  |
|             | TPV         | Lista - Todos por la Victoria (TPV) |         | Ricardo Noriega Salaverry | Partido atrapalotodo                                              | Nuevo            | Nuevo            | Nuevo            |                  |

## Sondeos de opinión
Las siguientes tablas enumeran las estimaciones de la intención de voto en orden cronológico inverso, mostrando las más recientes primero y utilizando las fechas en las que se realizó el trabajo de campo de la encuesta. Cuando se desconocen las fechas del trabajo de campo, se proporciona la fecha de publicación.
Leyenda:
     Sondeo realizado en el periodo de prohibición legal de la difusión de sondeos de intención de voto.

### Intención de voto
La siguiente tabla enumera las estimaciones ponderadas (sin incluir votos en blanco y nulos) de la intención de voto.
|                                                                       |            |   |          |         |         |       |         |         |       |       |       |       |       |       |       |       |      |  |  |
| Elecciones parlamentarias de 2001                                     | 8 abr 2001 | — | 4.8 3    | 26.3 45 | 11.0 11 | 5.8 4 | 19.7 28 | 13.8 17 | –     | 4.1 6 | 4.2 3 | 1.7 0 | 3.6 1 | 2.0 1 | 1.6 0 | 1.4 1 | 6.6  |  |  |
|                                                                       |            |   |          |         |         |       |         |         |       |       |       |       |       |       |       |       |      |  |  |
| Apoyo Opinión y Mercado                                               | 8 abr 2001 | ? | ?        | 29.3 43 | 13.0 13 | 8.3 6 | 20.5 28 | 14.8 14 | –     | 6.3 7 | 6.1 4 | ?     | ?     | ?     | ?     | ?     | 8.8  |  |  |
| Analistas & Consultores                                               | 8 abr 2001 | ? | ? 3      | ? 43    | ? 11    | ? 7   | ? 27    | ? 12    | –     | ? 8   | ? 5   | ? 0   | ? 2   | ? 0   | ? 2   | ? 0   | ?    |  |  |
|                                                                       |            |   |          |         |         |       |         |         |       |       |       |       |       |       |       |       |      |  |  |
| Elecciones parlamentarias de 2000                                     | 9 abr 2000 | — | 42.2* 52 | 23.2 29 | 7.6 9   | 7.2 9 | 5.5 6   | 4.0** 4 | 3.1 3 | 2.6 3 | 2.5 2 | 2.2 2 | –     | –     | –     | –     | 19.0 |  |  |
| (*) Resultados de Perú 2000. (**) Resultados de Solidaridad Nacional. |            |   |          |         |         |       |         |         |       |       |       |       |       |       |       |       |      |  |  |

## Resultados

Distribución de escaños por departamento.

### Sumario general
| |                                                |              |              |              |         |         |
| Partidos y coaliciones | Partidos y coaliciones                         | Voto popular | Voto popular | Voto popular | Escaños | Escaños |
| Partidos y coaliciones | Partidos y coaliciones                         | Votos        | %            | ±pp          | Total   | +/−     |
| | Perú Posible (PP)                              | 2,477,624    | 26.30        | +3.06        | 45      | +16     |
| | Partido Aprista Peruano (APRA)                 | 1,857,416    | 19.71        | +14.20       | 28      | +22     |
| | Unidad Nacional (PPC–SN–RN–CR)1                | 1,304,037    | 13.84        | +9.81        | 17      | +13     |
| | Frente Independiente Moralizador (FIM)         | 1,034,672    | 10.98        | +3.42        | 11      | +2      |
| | Somos Perú - Causa Democrática (SP-CD)         | 544,193      | 5.78         | –1.42        | 4       | –5      |
| | Cambio 90 – Nueva Mayoría (C90–NM)2            | 452,696      | 4.80         | n/a          | 3       | –30     |
| | Acción Popular (AP)                            | 393,433      | 4.18         | +1.71        | 3       | ±0      |
| | Unión por el Perú - Social Democracia (UPP-SI) | 390,236      | 4.14         | +1.58        | 6       | +3      |
| | Solución Popular (VV–JSP)2                     | 336,680      | 3.57         | n/a          | 1       | –18     |
| | Todos por la Victoria (TPV)                    | 191,179      | 2.03         | Nuevo        | 1       | +1      |
| | Frente Popular Agrícola del Perú (Frepap)      | 156,264      | 1.66         | –0.52        | 0       | –2      |
| | Proyecto País (PRP)                            | 155,572      | 1.65         | Nuevo        | 0       | ±0      |
| | Renacimiento Andino (RA)                       | 127,707      | 1.36         | Nuevo        | 1       | +1      |
| |                                                |              |              |              |         |         |
| Total | Total                                          | 9,421,709    |              |              | 120     | ±0      |
| |                                                |              |              |              |         |         |
| Votos válidos | Votos válidos                                  | 9,421,709    | 78.60        | –4.60        |         |         |
| Votos en blanco | Votos en blanco                                | 1,213,152    | 10.12        | +4.24        |         |         |
| Votos nulos | Votos nulos                                    | 1,352,780    | 11.28        | +0.36        |         |         |
| Votos emitidos | Votos emitidos                                 | 11,987,641   | 80.46        | –1.53        |         |         |
| Abstenciones | Abstenciones                                   | 2,641,884    | 19.54        | +1.53        |         |         |
| Votantes registrados | Votantes registrados                           | 14,906,233   |              |              |         |         |
| |                                                |              |              |              |         |         |
| Fuente: |                                                |              |              |              |         |         |
| Notas al pie: 1 Comparado con los resultados del partido Solidaridad Nacional en las elecciones de 2000. 2 Comparado con los resultados de la coalición Perú 2000 en las elecciones de 2000. |                                                |              |              |              |         |         |
| Notas al pie: |                                                |              |              |              |         |         |
| 1 Comparado con los resultados del partido Solidaridad Nacional en las elecciones de 2000. 2 Comparado con los resultados de la coalición Perú 2000 en las elecciones de 2000.               |                                                |              |              |              |         |         |

| \| Voto popular \| Voto popular \| Voto popular \| Voto popular \| Voto popular \| \| ------------ \| ------------ \| ------------ \| ------------ \| ------------ \| \| \| \| \| \| \| \| PP \| PP \| \| 26.30 % \| 26.30 % \| \| APRA \| APRA \| \| 19.71 % \| 19.71 % \| \| UN \| UN \| \| 13.84 % \| 13.84 % \| \| FIM \| FIM \| \| 10.98 % \| 10.98 % \| \| SP-CD \| SP-CD \| \| 5.78 % \| 5.78 % \| \| C90–NM \| C90–NM \| \| 4.80 % \| 4.80 % \| \| AP \| AP \| \| 4.18 % \| 4.18 % \| \| UPP-SI \| UPP-SI \| \| 4.14 % \| 4.14 % \| \| SoP \| SoP \| \| 3.57 % \| 3.57 % \| \| TpV \| TpV \| \| 2.03 % \| 2.03 % \| \| FREPAP \| FREPAP \| \| 1.66 % \| 1.66 % \| \| PrP \| PrP \| \| 1.65 % \| 1.65 % \| \| RA \| RA \| \| 1.36 % \| 1.36 % \| |        |  |         |         |
| Voto popular |        |  |         |         |
| |        |  |         |         |
| PP | PP     |  | 26.30 % | 26.30 % |
| APRA | APRA   |  | 19.71 % | 19.71 % |
| UN | UN     |  | 13.84 % | 13.84 % |
| FIM | FIM    |  | 10.98 % | 10.98 % |
| SP-CD | SP-CD  |  | 5.78 %  | 5.78 %  |
| C90–NM | C90–NM |  | 4.80 %  | 4.80 %  |
| AP | AP     |  | 4.18 %  | 4.18 %  |
| UPP-SI | UPP-SI |  | 4.14 %  | 4.14 %  |
| SoP | SoP    |  | 3.57 %  | 3.57 %  |
| TpV | TpV    |  | 2.03 %  | 2.03 %  |
| FREPAP | FREPAP |  | 1.66 %  | 1.66 %  |
| PrP | PrP    |  | 1.65 %  | 1.65 %  |
| RA | RA     |  | 1.36 %  | 1.36 %  |

| \| Escaños \| Escaños \| Escaños \| Escaños \| Escaños \| \| ------- \| ------- \| ------- \| ------- \| ------- \| \| \| \| \| \| \| \| PP \| PP \| \| 37.50 % \| 37.50 % \| \| APRA \| APRA \| \| 23.33 % \| 23.33 % \| \| UN \| UN \| \| 14.17 % \| 14.17 % \| \| FIM \| FIM \| \| 9.17 % \| 9.17 % \| \| UPP \| UPP \| \| 5.00 % \| 5.00 % \| \| SP \| SP \| \| 3.33 % \| 3.33 % \| \| C90–NM \| C90–NM \| \| 2.50 % \| 2.50 % \| \| AP \| AP \| \| 2.50 % \| 2.50 % \| \| SoP \| SoP \| \| 0.83 % \| 0.83 % \| \| TpV \| TpV \| \| 0.83 % \| 0.83 % \| \| RA \| RA \| \| 0.83 % \| 0.83 % \| |        |  |         |         |
| Escaños |        |  |         |         |
| |        |  |         |         |
| PP | PP     |  | 37.50 % | 37.50 % |
| APRA | APRA   |  | 23.33 % | 23.33 % |
| UN | UN     |  | 14.17 % | 14.17 % |
| FIM | FIM    |  | 9.17 %  | 9.17 %  |
| UPP | UPP    |  | 5.00 %  | 5.00 %  |
| SP | SP     |  | 3.33 %  | 3.33 %  |
| C90–NM | C90–NM |  | 2.50 %  | 2.50 %  |
| AP | AP     |  | 2.50 %  | 2.50 %  |
| SoP | SoP    |  | 0.83 %  | 0.83 %  |
| TpV | TpV    |  | 0.83 %  | 0.83 %  |
| RA | RA     |  | 0.83 %  | 0.83 %  |

#### Resultados por circunscripción
| Circunscripción | PP       | PP   | APRA | APRA | UN   | UN   | FIM  | FIM | SP-CD | SP-CD | C90–NM | C90–NM | AP   | AP  | UPP-SI | UPP-SI | SOP  | SOP | TPV  | TPV | RA   | RA  |   |
| Circunscripción | %        | E    | %    | E    | %    | E    | %    | E   | %     | E     | %      | E      | %    | E   | %      | E      | %    | E   | %    | E   | %    | E   |   |
| --------------- | -------- | ---- | ---- | ---- | ---- | ---- | ---- | --- | ----- | ----- | ------ | ------ | ---- | --- | ------ | ------ | ---- | --- | ---- | --- | ---- | --- | - |
| Circunscripción | Amazonas | 26.8 | 1    | 18.2 | 1    | 15.4 | −    | 3.7 | −     | 9.7   | −      | 0.5    | −    | 6.8 | −      |        |      | 3.2 | −    | 8.3 | −    | 1.5 | − |
| Áncash          | 37.7     | 3    | 24.4 | 2    | 10.5 | −    | 12.2 | −   | 3.1   | −     | 2.1    | −      | 1.7  | −   | 2.6    | −      | 1.3  | −   | 0.4  | −   | 1.6  | −   |   |
| Apurímac        | 29.9     | 1    | 9.9  | −    | 10.9 | −    | 6.0  | −   | 6.0   | −     | 1.8    | −      | 1.9  | −   | 20.0   | 1      | 7.9  | −   | 1.2  | −   | 0.9  | −   |   |
| Arequipa        | 27.3     | 2    | 18.5 | 1    | 9.9  | 1    | 11.2 | 1   | 8.2   | −     | 1.6    | −      | 6.4  | −   | 2.7    | −      | 7.3  | −   | 1.3  | −   | 1.5  | −   |   |
| Ayacucho        | 32.9     | 2    | 16.3 | −    | 16.7 | 1    | 7.8  | −   | 0.7   | −     | 2.5    | −      | 2.4  | −   | 5.0    | −      | 3.5  | −   | 3.3  | −   | 2.3  | −   |   |
| Cajamarca       | 26.8     | 2    | 15.3 | 1    | 24.7 | 1    | 13.9 | 1   | 1.2   | −     | 0.9    | −      | 6.1  | −   | 2.9    | −      | 3.9  | −   | 1.1  | −   | 1.9  | −   |   |
| Callao          | 25.9     | 2    | 25.1 | 2    | 12.2 | −    | 12.1 | −   | 6.2   | −     | 4.9    | −      | 1.2  | −   | 1.0    | −      | 2.3  | −   | 4.8  | −   | 1.3  | −   |   |
| Cusco           | 32.8     | 2    | 11.5 | 1    | 8.3  | −    | 6.6  | −   | 10.2  | −     | 1.3    | −      | 1.7  | −   | 13.3   | 1      | 1.3  | −   | 11.4 | 1   |      |     |   |
| Huancavelica    | 24.8     | 1    | 9.1  | −    | 18.0 | 1    | 10.6 | −   | 3.3   | −     | 2.4    | −      | 6.1  | −   | 2.9    | −      | 2.8  | −   | 3.1  | −   | 9.1  | −   |   |
| Huánuco         | 28.6     | 2    | 11.9 | −    | 21.4 | 1    | 6.7  | −   | 9.7   | −     | 1.0    | −      | 4.5  | −   | 5.6    | −      | 0.9  | −   | 3.3  | −   | 0.6  | −   |   |
| Ica             | 23.3     | 1    | 24.1 | 1    | 10.6 | −    | 12.7 | 1   | 1.7   | −     | 1.6    | −      | 4.9  | −   | 12.5   | 1      | 4.7  | −   | 0.9  | −   | 1.3  | −   |   |
| Junín           | 19.1     | 1    | 9.7  | −    | 17.2 | 1    | 22.1 | 2   | 5.3   | −     | 3.7    | −      | 12.7 | 1   | 0.5    | −      | 5.1  | −   | 0.7  | −   | 2.2  | −   |   |
| La Libertad     | 16.6     | 1    | 51.1 | 5    | 12.7 | 1    | 3.6  | −   | 4.8   | −     | 1.9    | −      | 3.0  | −   | 0.7    | −      | 1.1  | −   | 1.0  | −   | 1.3  | −   |   |
| Lambayeque      | 24.2     | 2    | 29.9 | 2    | 12.5 | 1    | 4.8  | −   | 4.8   | −     | 2.3    | −      | 3.3  | −   | 6.4    | −      | 3.9  | −   | 0.4  | −   | 3.2  | −   |   |
| Lima            | 29.5     | 12   | 17.1 | 7    | 14.7 | 6    | 11.8 | 4   | 4.4   | 1     | 9.6    | 3      | 2.2  | −   | 2.7    | 1      | 3.4  | 1   | 1.5  | −   |      |     |   |
| Loreto          | 39.1     | 2    | 8.6  | −    | 7.2  | −    | 11.3 | −   | 14.1  | 1     | 0.5    | −      | 4.2  | −   | 10.0   | −      | 0.9  | −   | 0.5  | −   | 1.0  | −   |   |
| Madre de Dios   | 18.7     | −    | 16.0 | −    | 5.3  | −    | 5.8  | −   | 2.9   | −     | 0.6    | −      | 5.6  | −   |        |        | 1.3  | −   | 1.1  | −   | 20.7 | 1   |   |
| Moquegua        | 20.8     | 1    | 9.4  | −    | 10.8 | −    | 12.4 | −   | 12.0  | −     |        |        | 0.6  | −   | 30.3   | 1      | 1.2  | −   | 0.2  | −   | 0.6  | −   |   |
| Pasco           | 16.7     | 1    | 16.6 | −    | 10.1 | −    | 10.2 | −   | 24.8  | 1     |        |        | 8.4  | −   | 2.2    | −      | 6.4  | −   | 0.5  | −   | 1.4  | −   |   |
| Piura           |          |      | 26.4 | 3    | 14.2 | 1    | 13.7 | 1   | 14.3  | 1     | 1.9    | −      | 8.0  | −   | 5.0    | −      | 5.0  | −   | 2.2  | −   | 3.5  | −   |   |
| Puno            | 32.5     | 3    | 9.5  | −    | 9.0  | −    | 10.7 | 1   | 3.4   | −     | 1.2    | −      | 11.0 | 1   | 3.2    | −      | 4.6  | −   | 1.7  | −   | 5.4  | −   |   |
| San Martín      | 19.0     | 1    | 26.8 | 1    | 16.1 | 1    | 7.0  | −   | 9.8   | −     | 0.6    | −      | 4.5  | −   | 1.5    | −      | 10.9 | −   | 0.5  | −   | 1.9  | −   |   |
| Tacna           | 26.7     | 1    | 14.2 | −    | 19.1 | 1    | 13.8 | −   | 3.6   | −     | 1.1    | −      | 4.6  | −   | 9.4    | −      | 0.9  | −   | 4.8  | −   | 0.7  | −   |   |
| Tumbes          | 13.1     | −    | 15.7 | −    | 8.8  | −    | 4.7  | −   | 4.6   | −     | 1.2    | −      | 18.8 | 1   | 18.3   | 1      | 2.8  | −   | 9.2  | −   |      |     |   |
| Ucayali         | 33.0     | 1    | 16.9 | 1    | 15.1 | −    | 12.1 | −   | 3.5   | −     | 1.0    | −      | 2.5  | −   | 0.6    | −      | 2.8  | −   | 6.0  | −   | 1.9  | −   |   |
| Total           | 26.3     | 45   | 19.7 | 28   | 13.8 | 17   | 11.0 | 11  | 5.8   | 4     | 4.8    | 3      | 4.2  | 3   | 4.1    | 6      | 3.6  | 1   | 2.0  | 1   | 1.4  | 1   |   |

## Representantes electos
En negrita los congresistas que han sido reelegidos. 
| Distrito Electoral | Escaños | Congresistas electos | Congresistas electos                            | Partido                               | Votos   |
| ------------------ | ------- | -------------------- | ----------------------------------------------- | ------------------------------------- | ------- |
| Amazonas           | 2       | 1                    | Alcides Llique Ventura                          | Perú Posible                          | 8,862   |
| Amazonas           | 2       | 1                    | Carlos Magno Chávez Trujillo                    | Partido Aprista Peruano               | 7,740   |
| Áncash             | 5       | 1                    | Alberto Atenagros Cruz Loyola                   | Perú Posible                          | 34,599  |
| Áncash             | 5       | 3                    | Hermenegildo Máximo Mena Melgarejo              | Perú Posible                          | 25,859  |
| Áncash             | 5       | 4                    | Maruja Hermelinda Alfaro Huerta                 | Perú Posible                          | 23,732  |
| Áncash             | 5       | 1                    | Juan Gualberto Valdivia Romero                  | Partido Aprista Peruano               | 28,167  |
| Áncash             | 5       | 2                    | Luis Gabriel Ricardo Heysen Zegarra             | Partido Aprista Peruano               | 26,446  |
| Apurímac           | 2       | 3                    | Edgar David Villanueva Núñez                    | Perú Posible                          | 12,432  |
| Apurímac           | 2       | 2                    | Michael Martínez Gonzales                       | Unión por el Perú - Social Democracia | 10,346  |
| Arequipa           | 5       | 3                    | Manuel Jesús Olaechea García                    | Perú Posible                          | 55,406  |
| Arequipa           | 5       | 2                    | Gilberto Lorenzo Díaz Peralta                   | Perú Posible                          | 35,054  |
| Arequipa           | 5       | 1                    | Hipólito Arturo Valderrama Chávez               | Partido Aprista Peruano               | 49,805  |
| Arequipa           | 5       | 1                    | Dora Isidora Núñez Dávila                       | Frente Independiente Moralizador      | 26,638  |
| Arequipa           | 5       | 1                    | Rafael Eduardo Valencia-Dongo Cárdenas          | Unidad Nacional                       | 18,917  |
| Ayacucho           | 3       | 2                    | Walter Alejos Calderón                          | Perú Posible                          | 18,163  |
| Ayacucho           | 3       | 1                    | Celina Palomino Sulca                           | Perú Posible                          | 17,968  |
| Ayacucho           | 3       | 1                    | Héctor Hugo Chávez Chuchón                      | Unidad Nacional                       | 8,297   |
| Cajamarca          | 5       | 2                    | Luis Bernardo Guerrero Figueroa                 | Perú Posible                          | 42,929  |
| Cajamarca          | 5       | 1                    | Luis Humberto Flores Vásquez                    | Perú Posible                          | 17,784  |
| Cajamarca          | 5       | 1                    | Rosa Madeleine Florián Cedrón                   | Unidad Nacional                       | 24,263  |
| Cajamarca          | 5       | 3                    | Manuel Jesús Bustamante Coronado                | Frente Independiente Moralizador      | 18,715  |
| Cajamarca          | 5       | 1                    | Víctor Manuel Noriega Toledo                    | Partido Aprista Peruano               | 13,219  |
| Callao             | 4       | 1                    | Luis Alberto Negreiros Criado                   | Partido Aprista Peruano               | 33,781  |
| Callao             | 4       | 2                    | Carlos Manuel Armas Vela                        | Partido Aprista Peruano               | 21,787  |
| Callao             | 4       | 1                    | Eittel Ramos Cuya                               | Perú Posible                          | 29,989  |
| Callao             | 4       | 2                    | Enith Sadith Chuquival Saavedra                 | Perú Posible                          | 20,976  |
| Cusco              | 5       | 1                    | Adolfo Latorre López                            | Perú Posible                          | 34,487  |
| Cusco              | 5       | 2                    | José Taco Llave                                 | Perú Posible                          | 30,490  |
| Cusco              | 5       | 1                    | Mario Molina Almanza                            | Todos por la Victoria                 | 27,700  |
| Cusco              | 5       | 1                    | Daniel Federico Estrada Pérez                   | Unión por el Perú - Social Democracia | 20,037  |
| Cusco              | 5       | 1                    | Juan Manuel Figueroa Quintana                   | Partido Aprista Peruano               | 12,116  |
| Huancavelica       | 2       | 1                    | Alejandro Oré Mora                              | Perú Posible                          | 8,100   |
| Huancavelica       | 2       | 1                    | Emma Paulina Vargas Gálvez de Benavides         | Unidad Nacional                       | 7,617   |
| Huánuco            | 3       | 1                    | Ernesto Aníbal Aranda Dextre                    | Perú Posible                          | 17,466  |
| Huánuco            | 3       | 3                    | Santos Juan Jaimes Serkovic                     | Perú Posible                          | 16,878  |
| Huánuco            | 3       | 1                    | Kuennen Sydney Franceza Marabotto               | Unidad Nacional                       | 23,347  |
| Ica                | 4       | 1                    | Luis Javier Gonzales-Posada Eyzaguirre          | Partido Aprista Peruano               | 35,578  |
| Ica                | 4       | 2                    | Juan de Dios Ramírez Canchari                   | Perú Posible                          | 26,938  |
| Ica                | 4       | 2                    | Pedro Carlos Ramos Loayza                       | Unión por el Perú - Social Democracia | 24,181  |
| Ica                | 4       | 1                    | José Miguel Gerardo Devescovi Dzierson          | Frente Independiente Moralizador      | 16,286  |
| Junín              | 5       | 3                    | Alcides Glorioso Chamorro Balvín                | Frente Independiente Moralizador      | 47,346  |
| Junín              | 5       | 1                    | Pedro Antonio Morales Mansilla                  | Acción Popular                        | 31,943  |
| Junín              | 5       | 1                    | Jaime Velásquez Rodríguez                       | Perú Posible                          | 24,235  |
| Junín              | 5       | 2                    | Hildebrando Tapia Samaniego                     | Unidad Nacional                       | 18,341  |
| Junín              | 5       | 1                    | Carlos Armando Infantas Fernández               | Frente Independiente Moralizador      | 15,138  |
| La Libertad        | 7       | 1                    | Luis Juan Alva Castro                           | Partido Aprista Peruano               | 96,050  |
| La Libertad        | 7       | 2                    | Luis Hermógenes Santa María Calderón            | Partido Aprista Peruano               | 80,331  |
| La Libertad        | 7       | 4                    | Segundo Rodolfo Raza Urbina                     | Partido Aprista Peruano               | 48,423  |
| La Libertad        | 7       | 6                    | Daniel Robles López                             | Partido Aprista Peruano               | 39,589  |
| La Libertad        | 7       | 7                    | Rosa Marina León Flores                         | Partido Aprista Peruano               | 38,286  |
| La Libertad        | 7       | 1                    | César Acuña Peralta                             | Unidad Nacional                       | 38,287  |
| La Libertad        | 7       | 1                    | Luz Doris Sánchez Pinedo de Romero              | Perú Posible                          | 26,155  |
| Lambayeque         | 5       | 3                    | Luis Antonio Gasco Bravo                        | Partido Aprista Peruano               | 49,588  |
| Lambayeque         | 5       | 1                    | Ángel Javier Velásquez Quesquén                 | Partido Aprista Peruano               | 39,978  |
| Lambayeque         | 5       | 2                    | Wilmer Edilberto Rengifo Ruiz                   | Perú Posible                          | 48,790  |
| Lambayeque         | 5       | 1                    | Cruz Gerardo Saavedra Mesones                   | Perú Posible                          | 33,231  |
| Lambayeque         | 5       | 1                    | Rafael Antonio Aita Campodónico                 | Unidad Nacional                       | 20,648  |
| Lima               | 35      | 5                    | Ana Elena Luisa Cristina Townsend Diez-Canseco  | Perú Posible                          | 329,970 |
| Lima               | 35      | 1                    | Carlos Ernesto Fernando Ferrero Costa           | Perú Posible                          | 317,535 |
| Lima               | 35      | 6                    | Jorge Yamil Mufarech Nemy                       | Perú Posible                          | 141,536 |
| Lima               | 35      | 3                    | David Waisman Rjavinsthi                        | Perú Posible                          | 120,636 |
| Lima               | 35      | 2                    | Luis María Santiago Eduardo Solari de la Puente | Perú Posible                          | 81,795  |
| Lima               | 35      | 13                   | Gloria Gilda Helfer Palacios                    | Perú Posible                          | 54,927  |
| Lima               | 35      | 4                    | Cecilia Roxana Tait Villacorta                  | Perú Posible                          | 47,793  |
| Lima               | 35      | 11                   | Henry Gustavo Pease García-Yrigoyen             | Perú Posible                          | 46,367  |
| Lima               | 35      | 7                    | Julia Valenzuela Cuéllar                        | Perú Posible                          | 38,110  |
| Lima               | 35      | 15                   | Jacques Salomón Rodrich Ackerman                | Perú Posible                          | 37,184  |
| Lima               | 35      | 8                    | Jesús Amado Alvarado Hidalgo                    | Perú Posible                          | 30,510  |
| Lima               | 35      | 12                   | Fernando Marcial Ayaipoma Alvarado              | Perú Posible                          | 28,801  |
| Lima               | 35      | 1                    | Mercedes Cabanillas Bustamante de Llanos        | Partido Aprista Peruano               | 217,301 |
| Lima               | 35      | 2                    | Jorge Alfonso Alejandro del Castillo Gálvez     | Partido Aprista Peruano               | 152,491 |
| Lima               | 35      | 5                    | César Alejandro Zumaeta Flores                  | Partido Aprista Peruano               | 59,830  |
| Lima               | 35      | 4                    | Elvira Carmen de la Puente Haya de Besaccia     | Partido Aprista Peruano               | 52,824  |
| Lima               | 35      | 3                    | Judith de la Mata Fernández de Puente           | Partido Aprista Peruano               | 31,739  |
| Lima               | 35      | 11                   | José Luis Manuel Delgado Núñez del Arco         | Partido Aprista Peruano               | 27,852  |
| Lima               | 35      | 8                    | Claude Maurice Mulder Bedoya                    | Partido Aprista Peruano               | 24,571  |
| Lima               | 35      | 1                    | Ántero Flores-Aráoz Esparza                     | Unidad Nacional                       | 126,489 |
| Lima               | 35      | 3                    | Rafael Rey Rey                                  | Unidad Nacional                       | 52,961  |
| Lima               | 35      | 7                    | Xavier Rodolfo Barrón Cebreros                  | Unidad Nacional                       | 48,312  |
| Lima               | 35      | 30                   | José León Luna Gálvez                           | Unidad Nacional                       | 44,398  |
| Lima               | 35      | 2                    | José Luis Risco Montalván                       | Unidad Nacional                       | 43,184  |
| Lima               | 35      | 4                    | José Augusto Barba Caballero                    | Unidad Nacional                       | 29,915  |
| Lima               | 35      | 1                    | Luis Carlos Antonio Iberico Núñez               | Frente Independiente Moralizador      | 144,671 |
| Lima               | 35      | 3                    | Susana Shizuko Higuchi Miyagawa                 | Frente Independiente Moralizador      | 80,461  |
| Lima               | 35      | 2                    | Fausto Humberto Alvarado Dodero                 | Frente Independiente Moralizador      | 39,341  |
| Lima               | 35      | 9                    | Heriberto Manuel Benítez Rivas                  | Frente Independiente Moralizador      | 33,338  |
| Lima               | 35      | 1                    | Luz Filomena Salgado Rubianes                   | Alianza Cambio 90 - Nueva Mayoría     | 169,344 |
| Lima               | 35      | 2                    | Martha Gladys Chávez Cossio                     | Alianza Cambio 90 - Nueva Mayoría     | 142,133 |
| Lima               | 35      | 4                    | María del Carmen Lozada Rendón de Gamboa        | Alianza Cambio 90 - Nueva Mayoría     | 99,906  |
| Lima               | 35      | 4                    | Javier Ernesto Diez-Canseco Cisneros            | Unión por el Perú - Social Democracia | 57,932  |
| Lima               | 35      | 3                    | Alfredo Guillermo González Salazar              | Solución Popular                      | 32,444  |
| Lima               | 35      | 2                    | Natale Juan Camilo Amprimo Pla                  | Somos Perú - Causa Democrática        | 30,100  |
| Loreto             | 3       | 2                    | Jorge Samuel Chávez Sibina                      | Perú Posible                          | 53,921  |
| Loreto             | 3       | 1                    | Carlos Alberto Almerí Veramendi                 | Perú Posible                          | 29,343  |
| Loreto             | 3       | 1                    | Jorge Luis Mera Ramírez                         | Somos Perú - Causa Democrática        | 17,147  |
| Madre de Dios      | 1       | 3                    | Eduardo Salhuana Cavides                        | Renacimiento Andino                   | 7,910   |
| Moquegua           | 2       | 1                    | Julio Antonio Luis Gonzales Reinoso             | Unión por el Perú - Social Democracia | 11,962  |
| Moquegua           | 2       | 3                    | Ernesto Américo Herrera Becerra                 | Perú Posible                          | 5,427   |
| Pasco              | 2       | 1                    | Eduardo Rubén Carhuaricra Meza                  | Somos Perú - Causa Democrática        | 10,732  |
| Pasco              | 2       | 1                    | Glodomiro Sánchez Mejía                         | Perú Posible                          | 5,337   |
| Piura              | 6       | 1                    | Víctor Eduardo Velarde Arrunátegui              | Partido Aprista Peruano               | 37,422  |
| Piura              | 6       | 3                    | Jhony Alexander Peralta Cruz                    | Partido Aprista Peruano               | 27,918  |
| Piura              | 6       | 2                    | José Carlos Carrasco Távara                     | Partido Aprista Peruano               | 20,863  |
| Piura              | 6       | 2                    | Iván Oswaldo Calderón Castillo                  | Somos Perú - Causa Democrática        | 31,451  |
| Piura              | 6       | 2                    | Juan Humberto Requena Oliva                     | Frente Independiente Moralizador      | 21,840  |
| Piura              | 6       | 1                    | Fabiola María Morales Castillo                  | Unidad Nacional                       | 13,030  |
| Puno               | 5       | 5                    | Paulina Arpasi Velásquez                        | Perú Posible                          | 28,825  |
| Puno               | 5       | 1                    | Leoncio Zacarías Torres Ccalla                  | Perú Posible                          | 28,193  |
| Puno               | 5       | 3                    | Rosa Graciela Yanarico Huanca                   | Perú Posible                          | 21,754  |
| Puno               | 5       | 3                    | Yonhy Lescano Ancieta                           | Acción Popular                        | 24,073  |
| Puno               | 5       | 1                    | Gustavo Adolfo Pacheco Villar                   | Frente Independiente Moralizador      | 15,217  |
| San Martín         | 3       | 3                    | Aurelio Pastor Valdivieso                       | Partido Aprista Peruano               | 20,117  |
| San Martín         | 3       | 1                    | Marciano Segundo Rengifo Ruiz                   | Perú Posible                          | 13,098  |
| San Martín         | 3       | 2                    | Arturo Maldonado Reátegui                       | Unidad Nacional                       | 8,744   |
| Tacna              | 2       | 1                    | Tito Guillermo Chocano Olivera                  | Unidad Nacional                       | 16,650  |
| Tacna              | 2       | 1                    | Ronnie Edgard Jurado Adriazola                  | Perú Posible                          | 15,703  |
| Tumbes             | 2       | 1                    | Manuel Arturo Merino de Lama                    | Acción Popular                        | 9,730   |
| Tumbes             | 2       | 1                    | Gonzalo Arnulfo Jiménez Dioses                  | Unión por el Perú - Social Democracia | 9,492   |
| Ucayali            | 2       | 1                    | Víctor Edinson Valdéz Meléndez                  | Perú Posible                          | 20,815  |
| Ucayali            | 2       | 1                    | Róger Santa María del Águila                    | Partido Aprista Peruano               | 7,895   |